# Газодинамічні явища в шахтах
Газодинамічні явища в шахтах (рос.газодинамические явления(в шахтах), англ. gas-and-dynamic phenomena (in mines); нім. gasdynamische Vorgänge m pl (in Gruben)) — швидкоплинне руйнування масиву порід під впливом гірничого тиску, що супроводжується короткочасним виділенням газу (метану та ін.). Найінтенсивніші прояви Г.я. — раптові викиди вугілля та газу, гірничі удари тощо.